# Trofeo Caja Duero (CD Numancia)
El Trofeo Caja Duero fue un torneo amistoso de verano, jugado en la ciudad de Soria (España). El Torneo era patrocinado por una entidad financiera, junto con el Ayuntamiento de Soria, para potenciar la imagen de la ciudad y del equipo de la misma, el CD Numancia, y se jugaba en el Nuevo Estadio Los Pajaritos.
El Torneo se jugó desde 1995 hasta 2012, fecha de la última edición.

## Palmarés
| Año  | Edición      | Campeón         | Resultado | Subcampeón        |
| ---- | ------------ | --------------- | --------- | ----------------- |
| 1995 | I            | CD Numancia     | 1-1 (pen) | Real Valladolid   |
| 1996 | No disputado | -               | -         | -                 |
| 1997 | II           | CD Numancia     | 1-0       | UD Salamanca      |
| 1998 | III          | CD Numancia     | 2-1       | Vasas Budapest SC |
| 1999 | IV           | CD Numancia     | 2-0       | Fluminense FC     |
| 2000 | V            | Real Valladolid | 1-1 (pen) | CD Numancia       |
| 2001 | VI           | Rayo Vallecano  | 2-1       | CD Numancia       |
| 2002 | VII          | CD Numancia     | 2-0       | Deportivo Alavés  |
| 2003 | VIII         | CD Numancia     | 0-0 (pen) | CA Osasuna        |
| 2004 | IX           | Athletic Club   | 1-0       | CD Numancia       |
| 2005 | X            | CD Numancia     | 2-0       | Getafe CF         |
| 2006 | XI           | Real Zaragoza   | 2-1       | CD Numancia       |
| 2007 | XII          | Athletic Club   | 3-1       | CD Numancia       |
| 2008 | XIII         | CD Numancia     | 1-0       | Real Zaragoza     |
| 2009 | XIV          | Real Zaragoza   | 2-2 (pen) | CD Numancia       |
| 2010 | XV           | Real Zaragoza   | 2-0       | CD Numancia       |
| 2011 | XVI          | CD Numancia     | 2-2 (pen) | Real Zaragoza     |
| 2012 | XVII         | CD Numancia     | 2-0       | Real Zaragoza     |

## Campeones
| Equipo          | Títulos | Ediciones                                                   |
| --------------- | ------- | ----------------------------------------------------------- |
| CD Numancia     | 9       | 1995, 1997, 1998, 1999, 2002, 2003, 2005, 2008, 2011 y 2012 |
| Real Zaragoza   | 3       | 2006, 2009 y 2010                                           |
| Athletic Club   | 2       | 2004 y 2007                                                 |
| Real Valladolid | 1       | 2000                                                        |
| Rayo Vallecano  | 1       | 2001                                                        |